# Indiefolk
Indiefolk är en musikgenre som uppstod på 1990-talet av singer-songwriters främst förknippade med indierock som lät sig influeras av folk- och countrymusik. Bland tidiga artister märks Lou Barlow, Beck, Jeff Buckley och Elliott Smith. Indiefolk är ofta nära besläktat med genrer såsom freak folk, psych folk, barockpop och New Weird America.